# Șoicești
Şoiceşti falu Romániában, Fehér megyében.

## Fekvése
Felsővidra közelében fekvő település.

## Története
Şoiceşti korábban Felsővidra része volt, 1956 körül vált külön 84 lakossal.
966-ban 75, 1977-ben 67, 1992-ben 50, 2002-ben pedig 39 román lakosa volt.